# Плем'я Веніямина
Пле́м'я Веніями́на (івр. שֵׁבֶט בִּנְיָמִֽן‬, Shevet Binyamin; лат. tribus Beniamin) —  одне з племен (колін) Ізраїлевих. Походить від Веніямина.
Згідно з Біблією, походило від молодшого і останнього сина патріарха Якова і його коханої дружини Рахилі, для якої народження цього сина мало смертельні наслідки, тому батько називав Веніаміна іноді «сином скорботи», а частіше — «сином своєї старості». Як єдиного рідного брата по лінії родоводу матері, Веніаміна дуже любив Йосип.
Коли Веніямин залишав Єгипет, йому було трохи більше тридцяти років віку, у нього вже було десять синів. За час свого сорокарічного подорожування по Синаю, в пустелях, його рід завдяки своїй високій плодючості чисельно зріс до 45,6 тис. осіб. При поділі земель Ізраїлю йому дісталася невелика, але зате центральна і плодоносна ділянка на північ від Єрусалиму поруч з коліном Юдиним та земельними просторами колін Єфрема і Манасії.
Це покоління відрізнялося надзвичайною войовничістю і мужністю. З його оточення, за біблійним переказом, вийшов перший ізраїльський цар Саул. Веніяминове плем'я мало великі військові сили і брало участь у створенні самостійного Юдейського царства. Після сімдесятирічного вавилонського полону воно разом з племенем Юдиним становило головну частину єврейського населення. Саме з цього покоління християнська традиція виводить походження апостола Павла.